# Mohamed Sy
Pour les articles homonymes, voir Sy.
Mohamed Sy, né le 25 juillet 1972 à La Seyne-sur-Mer, est un ancien joueur français de basket-ball. Il joue au poste de pivot.

## Biographie
Il a été élu président du Syndicat national des basketteurs en 2008. Il est aujourd'hui manager général de Fos-sur-mer.

## Clubs
- 1995-1996 :  Maurienne (Pro B)
- 1996-2002 :  Bourg-en-Bresse (Pro B puis Pro A)
- 2002-2006 :  Reims (Pro A)
- 2006-2008 :  Châlons-en-Champagne (Pro B)
- 2008-2009 :  Fos (NM1)